# Campeonato de Fútbol de Costa Rica 1964
El Campeonato de Fútbol de Costa Rica 1964 fue la edición número 45 de Liga Superior de Costa Rica en disputarse, organizada por la FEDEFUTBOL. 
El Deportivo Saprissa consigue su quinto campeonato y Orión F.C. consigue su última gloria en el fútbol nacional, con el subcampeonato.
El número de clubes aumentó a nueve, con el ascenso de Nicolás Marín, a su vez se concedió el ascenso al Limón F.C. y Puntarenas F.C., por un acuerdo federativo; no hubo descensos.

## Equipos participantes
| Provincia  | N.º | Equipos                                  |
| ---------- | --- | ---------------------------------------- |
| San José   | 4   | Saprissa, Orión, Nicolás Marín y Uruguay |
| Alajuela   | 1   | Alajuelense                              |
| Cartago    | 1   | Cartaginés                               |
| Heredia    | 1   | Herediano                                |
| Puntarenas | 1   | Puntarenas                               |
| Limón      | 1   | Limón                                    |

## Formato del Torneo
El torneo disputado a cuatro vueltas vueltas. Los equipos debían enfrentarse todos contra todos. No hubo descenso y el campeón de la Liga Mayor tendría un ascenso directo.

## Tabla de posiciones
| Equipo | Pts | PJ | PG | PE | PP | GF | GC | DG  |
| --- | --- | -- | -- | -- | -- | -- | -- | --- |
| Deportivo Saprissa | 45  | 32 | 18 | 9  | 5  | 56 | 34 | +22 |
| Orión F.C. | 42  | 32 | 17 | 8  | 7  | 55 | 33 | +22 |
| Liga Deportiva Alajuelense | 39  | 32 | 15 | 9  | 8  | 61 | 47 | +14 |
| Club Sport Herediano | 37  | 32 | 14 | 9  | 9  | 35 | 31 | +4  |
| Puntarenas F.C. | 30  | 32 | 9  | 12 | 11 | 46 | 49 | -3  |
| Club Sport Uruguay de Coronado | 30  | 32 | 11 | 8  | 13 | 48 | 51 | -3  |
| Club Sport Cartaginés | 27  | 32 | 8  | 11 | 13 | 34 | 39 | -5  |
| Nicolás Marín | 24  | 32 | 9  | 6  | 17 | 39 | 56 | -17 |
| Limón F.C. | 14  | 32 | 4  | 6  | 22 | 27 | 61 | -34 |
| Pts – Puntos; PJ – Partidos Jugados; PG - Partidos Ganados; PE - Partidos Empatados; PP - Partidos Perdidos; GF – Goles a Favor; GC – Goles en Contra; DG – Diferencia de Goles |     |    |    |    |    |    |    |     |

|  |                  |
|  | Campeón Nacional |

| Campeón Deportivo Saprissa Campeonato #5 |

Planilla del Campeón: Guillermo Hernández, Mario Pérez, Giovanni Rodríguez, Juan Campos, Walter Elizondo, Mario Cordero, Gonzalo García, Víctor Vásquez, Edgar Marín, Rigoberto Rojas, William Quirós, Carlos Quirós, Jorge Cháves, Álvaro Murillo, Arnulfo "Coyolito" Montoya, Manuel Cruz, Santiago Tercero, Jorge Monge, Fernando Hernández, Rodolfo Umaña, José Zúñiga, Rafael Aguilar, Eduardo Umaña, Felipe Induni, Miguel Cortés, Walter Jiménez, Heriberto Rojas.

## Goleadores
| Jugador            | Equipo               | Goles |
| ------------------ | -------------------- | ----- |
| Errol Daniels      | Alajuelense          | 25    |
| Guido Peña         | Orión                | 14    |
| José Manuel López  | Orión                | 14    |
| Tarcisio Rodríguez | Uruguay de Coronado  | 13    |
| Álvaro Solera      | Municipal Puntarenas | 12    |
| Roy Sáenz          | Nicolás Marín        | 12    |
| Álvaro Murillo     | Saprissa             | 10    |
| Jorge Monge        | Saprissa             | 10    |
| Juan González      | Alajuelense          | 10    |
| Eduardo Chavarría  | Saprissa             | 10    |

## Descenso
| Descenso campeonato 1964      | Descenso campeonato 1964 |
| ----------------------------- | ------------------------ |
| Descendido a Segunda División | No hubo                  |
| Ascenso a Primera División    | Turrialba                |

## Torneos
| Predecesor: Campeonato 1963 | Liga Superior de Costa Rica Campeonato 1964 | Sucesor: Campeonato 1965 |